# Marder II
Marder II är en tysk pansarvärnskanonvagn baserad på chassit till Panzer II.

## Utveckling
Under Operation Barbarossa började tyska förband stöta på de betydligt tyngre KV-1 och T-34 stridsvagnarna som man visseligen kunde hantera med bättre taktik. Men man såg behovet att snabbt tillföra trupperna kraftfullt och rörligt pansarvärn. En av lösningarna blev att använda föråldrade stridsvagnschassin som man monterade pansarvärnskanoner på i en öppen överbyggnad. Marder II skapades genom att använda chassit till Panzer II som man monterade en 7,5cm PaK40/2 eller en rysk 76,2 mm fältkanon F-22 modell 1936 i en öppen överbyggnad.